# Rakebosten
Rakebosten (norwegisch für Rasierpinsel) ist ein hoher Gebirgskamm mit seitlich abzweigenden Felsspornen im ostantarktischen Königin-Maud-Land. In den Filchnerbergen der Orvinfjella bildet er den südlichen Teil des Trollslottet.
Norwegische Kartografen kartierten die Formation anhand von Luftaufnahmen und Vermessungen der Dritten Norwegischen Antarktisexpedition (1956–1960) und gaben ihr einen deskriptiven Namen.